# Szumátrai tigris
A szumátrai tigris (Panthera tigris sondaica) a ragadozók (Carnivora) rendjébe és a macskafélék (Felidae) családjába tartozó tigris (Panthera tigris) egy alfaja.

## Megjelenése
A legkisebb a ma élő alfajok közül. A hím testhossza 2,2–2,55 méter, a nőstényé 2,15–2,3 méter. A hím tömege 100–140 kilogramm, a nőstényé 75–110 kilogramm. Csíkjai keskenyebbek a többi tigrisénél.Az Indonéziához tartozó Szumátra szigetének esőerdeiben található meg. Jelenleg a tigris legdélebbre élő alfaja. (A korábban nála délebbre előfordult alfajok, a jávai tigris és a bali tigris mára már kihaltak.)
Magányosan vadásznak, zsákmányuk főként a közepes termetű növényevők közül kerül ki, mint például a számbárszarvas, vaddisznó vagy banteng. Leginkább éjjel jár zsákmány után.

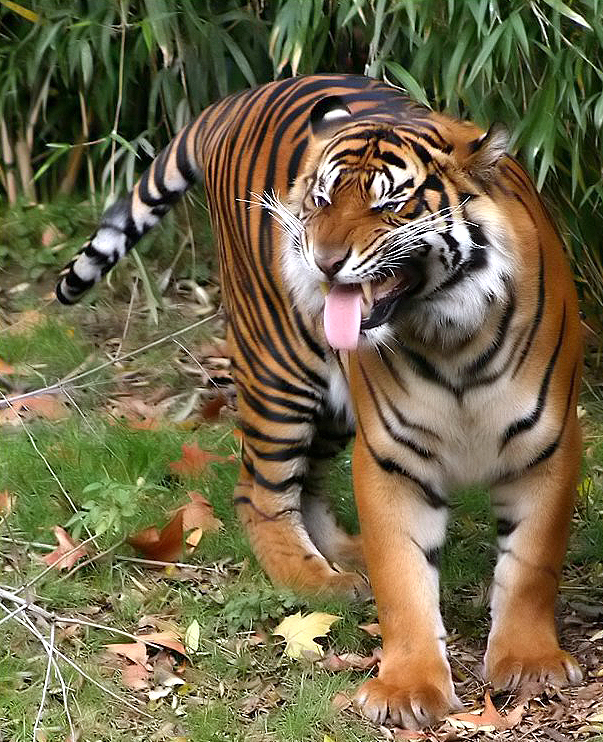

A hím és nőstény csak a párzási időszakban találkozik egymással. 
A nőstény 103-105 napig tartó vemhesség után 2-6 kölyköt ellik.
Kicsinyeit magányosan neveli fel.

## Természetvédelmi helyzet

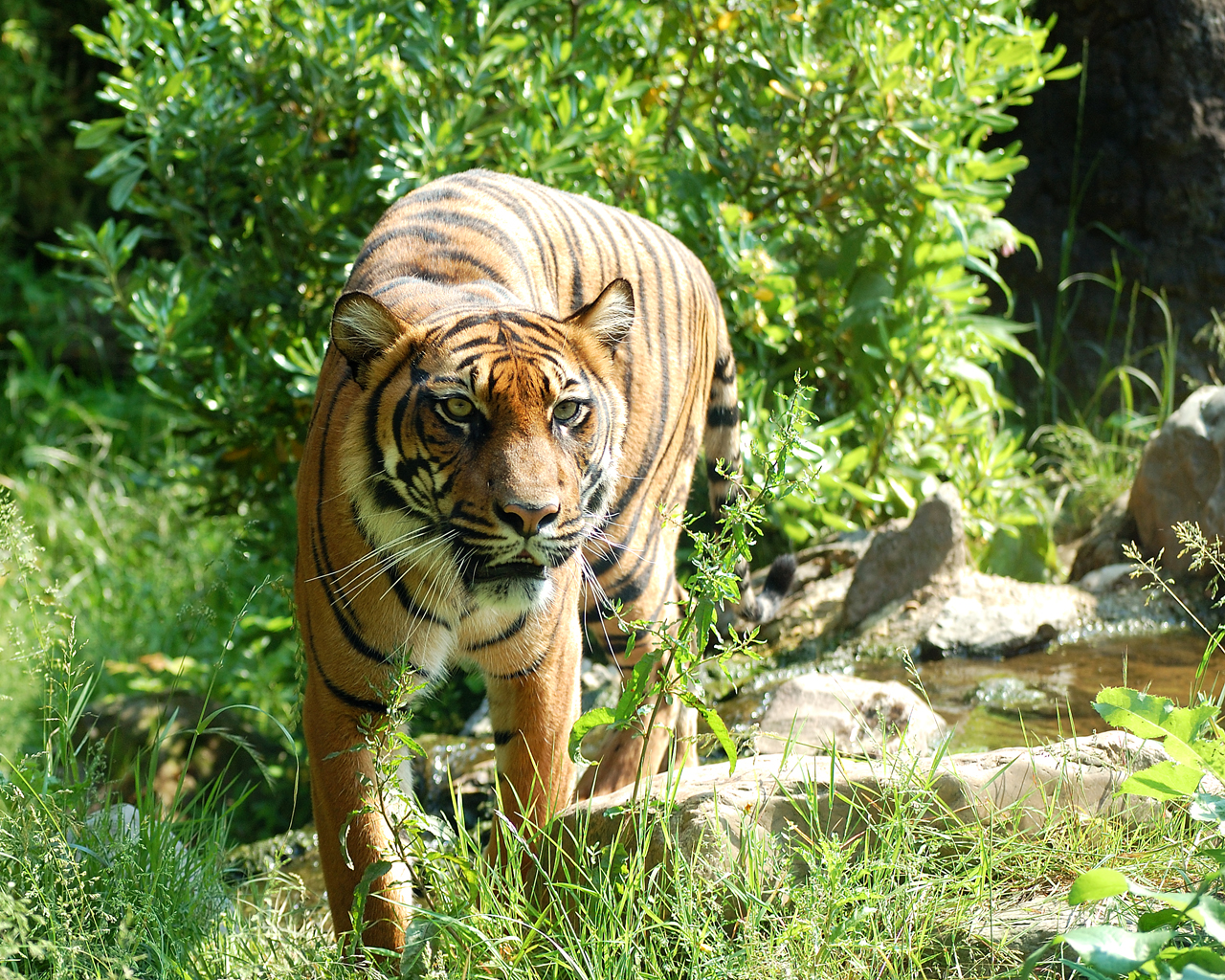

A tigriseket egykor leginkább bundájukért vadászták, számuk ezért fogyatkozott meg elsősorban. Nagy csapást mért rájuk a túlnépesedés, ami élőhelyének gyors elvesztését eredményezte. Szumátra szigetén jelenleg is igen intenzíven irtják az erdőket.
Újabban elsősorban egyes testrészeiért és csontvázáért pusztítják.
Míg az 1970-es években a szabadon élő állatok számát 1000 példány körülire tették, 1996-ban a Természetvédelmi Világszövetség (IUCN) nagyjából 250 egyedre becsülte a szumátrai tigrisek számát. 
Jelenleg mindössze 400 példány él szabadon, míg a világ állatkertjeiben kb. 235. Természetvédelmi helyzete: kihalástól közvetlenül veszélyeztetett.

## Képek

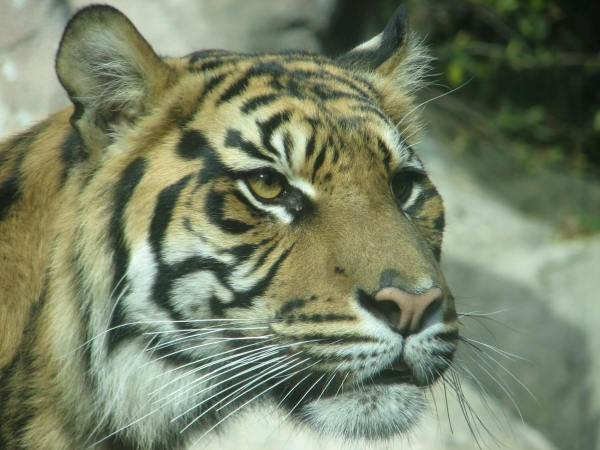
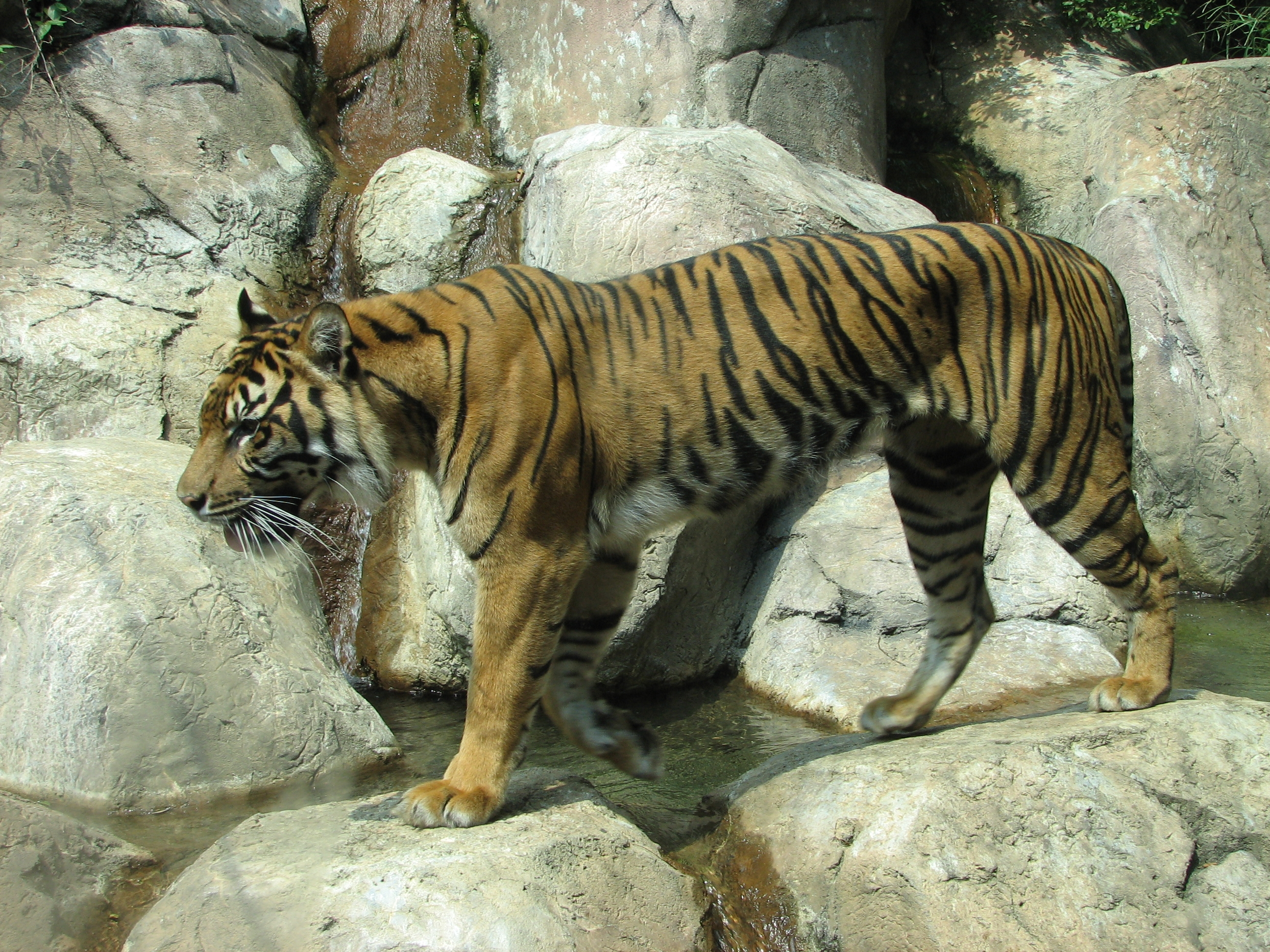